# 薛稷
薛稷（649年—713年7月29日），字嗣通，蒲州汾阴县（今山西省运城市万荣县）人，唐朝書畫家，初唐四家之一，因依附太平公主，遭到唐玄宗整肅，先天政變後賜死。

## 生平
武則天朝举進士。景龍中，任昭文館学士。唐睿宗立，授中書侍郎，官至太子少保，禮部尚書，以翊赞功封晋国公。人稱“薛少保”。工書畫，魏徵家富圖籍，多有虞世南、褚遂良墨跡，而薛稷的書法主要师法王羲之、歐陽詢、歐陽通、褚遂良與堂兄薛曜，时称：想买褚遂良的书法，结果得到薛稷的墨迹，是不掉价的。。薛稷傳世作品幾希，可靠作品只有早年書《涅盤經》、《昇仙太子碑》題記，以及最廣為人知之晚年傑作《信行禪師碑》，《涅盤經》與《昇仙太子碑》題記並沒有刻意亦步亦趨地仿褚，而《信行禪師碑》之書風則甚接近褚遂良《房玄齡碑》，兩碑部份相同字之結體甚至如同影印，亦有個別字是將《房玄齡碑》字加強筆力並將結體完美化，薛稷此舉似為顯示自己的功力已超越褚遂良。薛稷亦為一代繪畫大師，窮年模寫，能畫人物、佛像、樹石、花鳥，尤以畫鶴著名，直到五代黃筌以前，薛稷畫鶴無人能及。清代吳荷屋云：“用筆之妙，雖青瑣瑤台合意之作亦不過是過。”與歐陽詢、虞世南、褚遂良並稱初唐四大書家。傳世作品有《涅盤經》、《昇仙太子碑》題記、《杳冥君之銘》（偽）、《信行禪師碑》。
先天二年（713年）牵连进太平公主、竇懷貞谋反一案，賜死在萬年獄中。存詩十四首。

## 家族
出身官宦世家。曾祖父薛道衡，詩人。外祖父魏徵。堂兄薛曜。
子薛伯陵、薛伯阳。薛伯阳官居左千牛將軍，先后娶唐睿宗女荆山公主和凉国公主（两位公主可能是一人），其子薛談为衛尉卿，娶唐玄宗女常山公主。

## 延伸阅读
[在维基数据编辑]
 在维基文库阅读此作者作品
 《新唐書·卷098》，出自《新唐書》